# Фрязинов, Сергей Васильевич
Серге́й Васи́льевич Фрязинов (1891, Кострома — 1971, Москва) — российский и советский историк. Занимался историей Французской революции, творчеством И. Тэна, историей Древнего Рима и средневековой Испании. Кандидат наук (1938).

## Биография
По национальности русский, сын статского советника. Окончил гимназию с золотой медалью.
Выпускник Московского университета; учился на ИФФ в 1909—1913 годах, также лишь на «отлично», ученик известного профессора А. Н. Савина, который рекомендовал его для подготовки к профессорскому званию. Был оставлен при университете, где состоял в 1914—1917 годах. С 1914 года преподавал в московских гимназиях. В 1919 году вернулся в Кострому, где преподавал в Рабоче-крестьянском университете и в средней школе.
С 1931 года — рецензент Критико-библиографического института.
C февраля 1933 по сентябрь 1938 года работал в Калининском педагогическом институте: доцент (1934), в 1935 году был представлен к ученой степени кандидата наук без защиты диссертации.
Затем в доцент Московского государственного областного педагогического института, одновременно преподавал заочникам Московского педагогического института. В 1942 году — доцент Московского педагогического института иностранных языков, в 1943/44 академическом году преподавал в эвакуированном под Москву Белорусском государственном университете.
В 1950—1959 гг. преподавал в Горьковском университете.
В Москве с 1923 г. и до конца жизни жил на Садово-Кудринской улице, д. 24, кв. 10.
Детей не имел.

## Научные труды
- Фрязинов С. В. Великая французская революция. Научно-популярный очерк. М., 1927. 312 с.
- Фрязинов С. В., Павлов Л. Из области методики исторической экскурсии // История в средней школе. 1934. № 4. С. 100–106.
- Фрязинов С. В. О преподавании истории на исторических факультетах педвузов // Борьба классов. 1935. № 6. С. 125–127.
- Фрязинов С. В. Переиздание «Истории XIX века» // Книга и пролетарская революция. 1938а. № 1. С. 95–100.
- Фрязинов С. В. Новая книга о жерминальском и прериальском восстаниях // Книга и пролетарская революция. 1938б. № 5-6. С. 149-157.
- Фрязинов С. В. Новое учебное пособие по истории древнего Рима // Книга и пролетарская революция. 1938в. № 10—11. С. 158—162.
- Фрязинов С. В. Новый учебник по истории средних веков // Книга и пролетарская революция. 1939а. № 1. С. 78-84.
- Фрязинов С. В. Новый учебник по истории XVI – XVIII вв. // Книга и пролетарская революция. 1939б. № 7-8. С. 74-76.
- Фрязинов С. В. Новое издание «Истории Древней Греции» // Книга и пролетарская революция. 1939в. № 11. С. 83-86.
- Фрязинов С. В. Принцепс, аристократия и сенат в Риме времен Нерона // Учёные записки исторического факультета Московского областного педагогического института. М., 1940. Т. 2. С. 187–245.
- Фрязинов С. В. Из истории крестьянских движений в Кастилии времени становления абсолютизма // Учёные записки Горьковского государственного университета (УЗ ГГУ). Вып. 26. Горький, 1954. С. 75–91.
- Фрязинов С. В. Некоторые данные о крестьянских движениях в Кастилии XV века (германдиносы и крестьянские гермаданды; движение в армии при Саморе и Торе // УЗ ГГУ. Вып. 43. Горький. 1957. С. 109–122.